# Vincent Regan
Vincent Regan (16. květen 1965, Swansea) je britský filmový a televizní herec. Narodil se v rodině irských imigrantů. Hrál ve filmech Troja, Černý rytíř nebo 300: Bitva u Thermopyl.
Za manželku má herečku Amélii Curtisovou, s níž má dceru Chloe.

## Filmografie

### Významné filmové role
- 2008 - Bathory (Bathory) role: Ferenc Nadasdy
- 2006 - 300: Bitva u Thermopyl (300) role: Kapitán
- 2005 - Utržený ze řetězu (Danny the Dog) role: Raffles
- 2005 - Císař Augustus (Empire) role: Marc Antony
- 2005 - Macbeth (Macbeth) role: Duncan
- 2004 - Troja (Troy) role: Eudorus
- 2001 - Černý rytíř (Black Knight) role: Percival, Leo's Chief Henchman
- 2001 - Murphyho zákon (Murphy's Law) role: Hatcher
- 2000 - Rafinovaný zloděj (Ordinary Decent Criminal) role: Shay Kirby
- 1999 - Johanka z Arku (The Story of Joan of Arc) role: Buck
- 1994 - Krasavec Beauty (Black Beauty) role: Sleazy Horse Dealer

### Ostatní
- 2008 - Eve
- 2007 - Marple: At Bertram's Hotel (TV film)
- 2006 - Low Winter Sun (TV film)
- 2005 - Císař Augustus (TV seriál)
- 2003 - "40" (TV seriál)
- 2003 - Plan man (TV seriál)
- 2002 - Mesiáš 2: Má je pomsta (TV film)
- 2002 - Zachraň mě! (TV seriál)
- 2001 - Rebel heart (TV seriál)
- 2001 - Úkol zabít
- 1999 - Eureka Street (TV seriál)
- 1998 - Biblické příběhy: Jeremiáš (TV film)
- 1998 - B. Monkey
- 1998 - Invasion: Earth (TV seriál)
- 1996 - Call Red (TV seriál)
- 1996 - Hard Men
- 1994 - 99-1 (TV film)
- 1993 - Paul Calf's Video Diary (TV film)
- 1992 - Unwanted Woman (TV film)

Na svůj účet si může Regan připsat víc než 15 divadelních rolí; například Achilles ve hře Troilus a Cressida.

## Ocenění
Za televizní film Eureka Street z produkce ABC získal v roce 2000 od Irish Film and Television Academ nominaci na Nejlepší herecký výkon v hlavní roli.